# SN 2004hm
SN 2004hm – supernowa typu Ia odkryta 7 grudnia 2004 roku w galaktyce A022803-0742. W momencie odkrycia miała maksymalną jasność 21,50m.